# Оскар Єгер
Оскар Єгер (нім. Oskar Jäger. 26 жовтня 1830, Штутгарт — 2 березня 1910, Бонн) — німецький історик і педагог. Вивчав теологію і філологію в Тюбінгенському університеті. Директор гімназії в Кельні.